# Blueberry Hill
Blueberry Hill är en sång som först lanserades 1940, då den bland annat spelades in av Gene Krupa och Glenn Millers orkester. Louis Armstrong spelade in den 1949. Låten är dock mest känd i pianisten Fats Dominos version från 1956. Han fick en internationell hit med den och hans framgång ledde till att en mängd artister senare spelade in den. Övriga artister som spelat in låten är bland andra Elvis Presley (Loving You 1957), Duane Eddy (The Twang's the Thang 1959), Loretta Lynn (One's on the Way 1971), och The Beach Boys (15 Big Ones 1976). Rysslands president (då premiärminister) Vladimir Putin sjöng låten på en välgörenhetsgala i december 2010.
Fats Dominos version av låten blev listad av magasinet Rolling Stone som #82 på listan The 500 Greatest Songs of All Time. Dominos version har även en framträdande plats i filmen De 12 apornas armé (1995).

## Listplaceringar
- Billboard 200, USA: #2[2]
- Billboard R&B Singles: #1
- UK Singles Chart, Storbritannien: #6[3]